# Мадам Помпадур
Мадам Помпадур (фр. Madame de Pompadour; Париз, 29. децембар 1721 — Париз, 15. април 1764) била је куртизана и љубавница француског краља Луја XV и била је прва особа у Версају која није била „плаве крви”. Рођена је као Жана Антоанета Поасон. Имала је огроман утицај на краља Луја XV, толико да се мешала у велики број тема, од војних питања до спољњих послова. Сматрали су је одговорном и због Седмогодишњег рата.

## Детињство и младост
Рођена је као Жана Антоанета Поасон 29. децембра 1721. у Паризу. Сумњало се да је њен биолошки отац био богати финансијер Ле Норман де Турнехем, који је постао њен легални старалац, када је њен службени отац био принуђен 1725. да напусти земљу након једног скандала. Њен млађи брат је Абел Франсоа Поасон де Вандијер, који је касније постао маркиз од Марињија. Била је интелигентна, лепа и добро образована. Научила је да плеше, гравира и свира на клавикорду.
У доби од деветнаест година удала се 1741. за Шарла Гијома ле Норман Детјола, нећака од њеног старатеља. Са њим је имала двоје деце: дечака, који је умро годину дана након рођења (1742) и девојчицу Александрину Жану, рођену 10. августа 1744. Савременици су били мишљења да је она била поприлично лепа. Иначе супруг је убрзо постао луд за њом, а она је владала модним светом Париза.
Млади краљ Луј XV је Жану Поасон уочио 1745. године. Група дворских службеника, укључујући и њеног свекра намамили су је да буде куртизана краља Луја XV, који још није прежалио смрт своје друге љубавнице војвоткиње од Шатороа. Жана Антоанета је фебруара 1745. била позвана на краљевски маскенбал, којим се прослављало венчање краљевог сина. До марта 1745. постала је редовни посетилац двора, а краљ јој је наместио место у Версају. Купио јој је Помпадур, прву од шест резиденција. У јулу 1745. краљ ју је прогласио маркизом. Она се легално растала од супруга, а 14. септембра 1745. већ је и формално представљена на двору.

## Политичка улога
Супротно популарном веровању и мишљењу савременика, она никад није имала много директног политичког утицаја. Она је подржавала Бел Ил и подупирала је војводу Шуасела код краља. Ипак она је у позадини држала велику моћ, што је посебно дошло до изражаја, када је једна друга краљева љубавница Мари Лујза О‘Марфи настојала да је замени 1754. Млађа и неискуснија О‘Марфи је утерана у брак са једним племићем нижег ранга и успешно је изгурана из краљева круга.
Њен значај је био толики да јој је 1755. приступио аустријски дипломата гроф Венцел Антон Кауниц и замолио је да интервенише током преговора, који су довели до Версајског споразума 1756. Био је то почетак дипломатске револуције, којом је окончан дуг антагонизам Аустрије и Француске. Тај савез допринео је Седмогодишњем рату са свим његовим катастрофама, битком код Розбаха и губитком Нове Француске (Канаде). Након пораза Француске у Розбаху 1757. мадам Помпадур је наводно рекла:
После нас потоп. (фр. 'après nous, le déluge')
Француска је из рата изашла са умањеним територијима и готово је банкротирала. Ипак мадам Помпадур је наставила са својом политиком. Довела је Шоасела на положај, захтевала је да се смањи утицај језуита, да се спроведе пакт са Шпанијом.

## Позиција на двору
Мадам Помпадур је обожавала рококо ентеријер. Занимала се за књижевност. Познавала је Волтера још од раније. Осим тога дискретно је подржала и Дидроов пројект енциклопедије. Након рата за аустријско наслеђе, економија Француске је била јако крхка, а мадам Помпадур је настављала да прави огромне трошкове. Њен утицај на краља Луја XV је током 50-их година 18 века постао тако велик да се мешала у велики број питања од војске до спољњих послова.
Планирала је са својим братом урбанизам Париза попут Плас де ла конкорд и палате као што је Мали Тријанон. Запослила је стилске занатлије и трендовске трговце, који су претварали многе уметнине у још вредније у рококо стилу. Запослени су били многи уметници и занатлије, који су правили намештај и унутрашњу декорацију.